# Cryptoblepharus nigropunctatus
Cryptoblepharus nigropunctatus (japanisch オガサワラトカゲ, Ogasawara-Tokage) ist eine Skinkart der Gattung Cryptoblepharus, die auf den japanischen Bonin-Inseln verbreitet ist. Im englischen Sprachraum wird die Art als Snake-eyed Skink („Schlangenäugiger Skink“) bezeichnet.

## Merkmale
Cryptoblepharus nigropunctatus ist mit einer Kopf-Rumpf-Länge von bis zu 5 Zentimetern eine relativ große Art der Gattung, mit kurzen Beinen. Die Gesamtlänge beträgt etwa 13 Zentimeter. Die Grundfarbe ist dunkel mit einer melierten Musterung aus Längsstreifen und mit dunklen Punkten gesprenkelt. Dorsal befindet sich ein breiter, graubrauner Streifen entlang der Wirbelsäule. Es fehlt eine Postnasale (hinterer Nasenschild). Die Praefrontalia (vordere Stirnschilde) sind geteilt. Es sind 7 Supralabialia (Oberlippenschilde) und 6 bis 7 Sublabialia (Unterlippenschilder) vorhanden. Die Rumpfschuppen sind in 24 Reihen mit 56–58 Paravertebralia angeordnet.

## Lebensweise

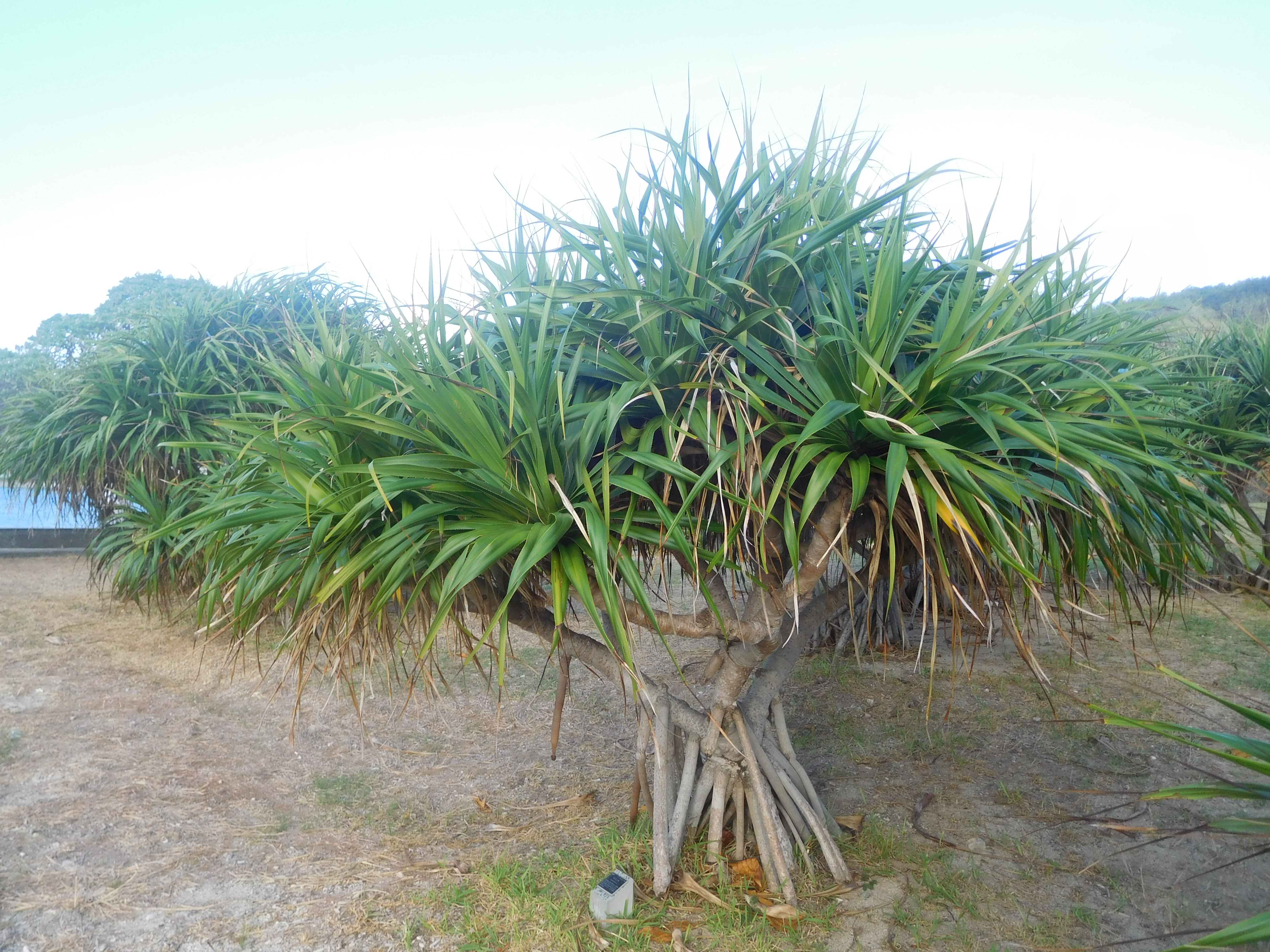
Pandanus boninensis im Oogamiyama-Park auf Chichi-jima

Die Art bewohnt Grasland, Sträucher und Wälder. Dabei kommt sie besonders häufig in Wäldern der Schraubenbaum-Art Pandanus boninensis vor. Tagsüber hält sie sich auf sonnigen Steinen auf und flüchtet in den Schatten von Felsen und Vegetation, wenn sie sich bedroht fühlt. Sie ernährt sich von Spinnen und Insekten. Die Weibchen sind ovipar (eierlegend).

## Verbreitungsgebiet und Gefährdungsstatus

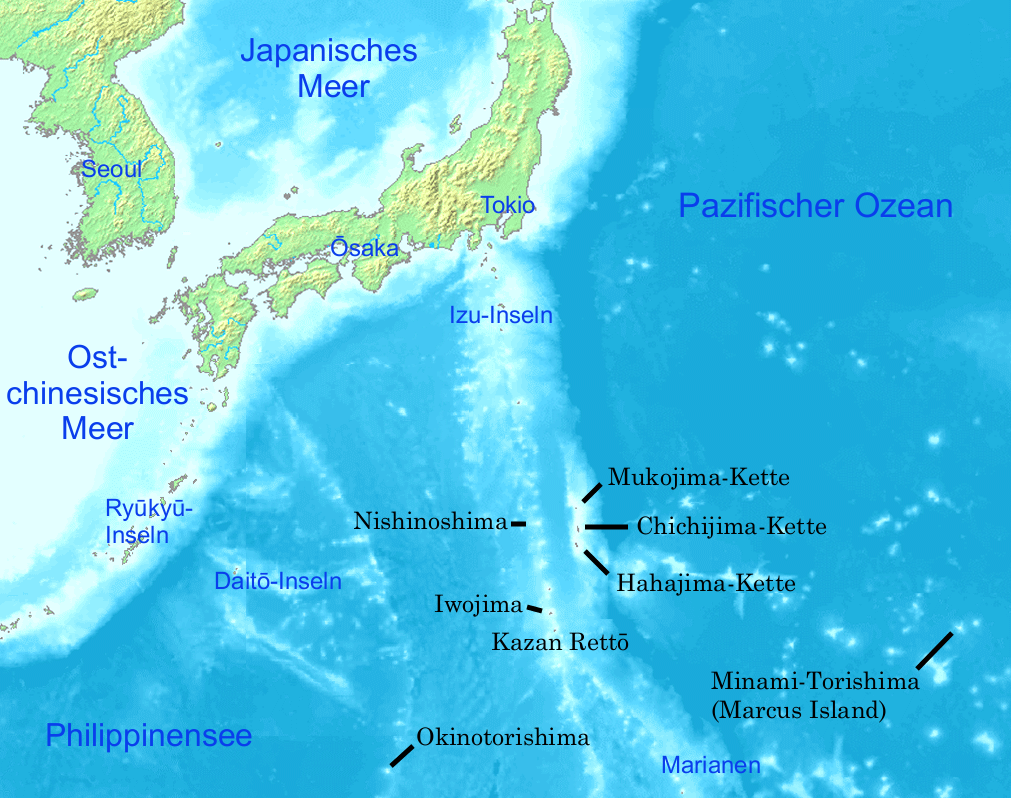
Lage der Ogasawara-Inseln

Cryptoblepharus nigropunctatus ist auf den japanischen Bonin-Inseln endemisch, d. h. ausschließlich dort verbreitet. Dort kommt die Art auf 14 Inseln vor, die zusammen eine Gesamtfläche von etwa 93 km² ausmachen. Dazu zählen die Inseln Chichi-jima, Haha-jima, Ani-jima und Minami-Torishima.

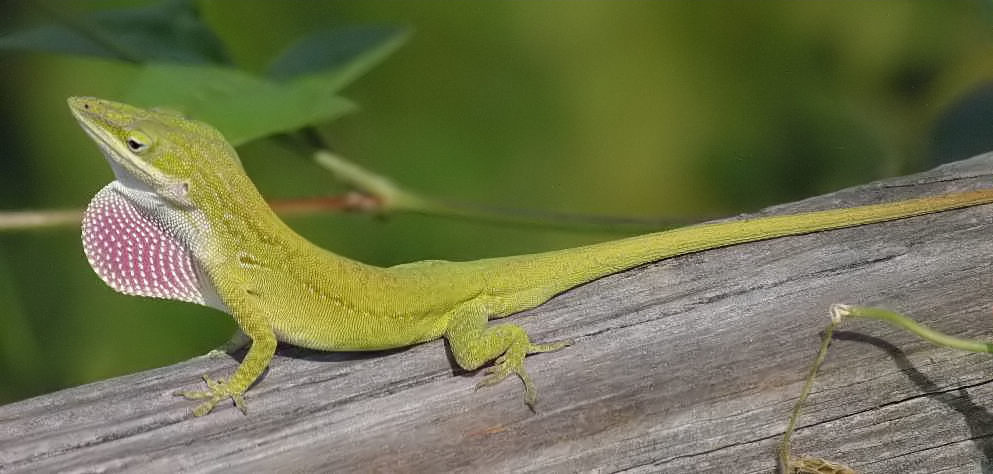
Der invasive Rotkehlanolis ist eine Bedrohung für Cryptoblepharus nigropunctatus

Die Skinkart wird von der IUCN als potentiell gefährdet („near threatened“) eingestuft und ebenso auf der nationalen Roten Liste gefährdeter Reptilien Japans. Auf den Inseln Chichi-jima, Haha-jima und Ani-jima, die mit 52 von 93 km² einen Großteil des Verbreitungsgebiets ausmachen, bedroht der eingeführte Rotkehlanolis (Anolis carolinensis) den Bestand, der oft Jagd auf Cryptoblepharus nigropunctatus macht und um dessen Nahrung konkurriert. Besonders auf Chichi-jima ist die Skinkpopulation in der Folge zurückgegangen.

## Systematik
Die Art wurde 1861 von dem US-amerikanischen Herpetologen Edward Hallowell als Ablepharus nigropunctatus erstbeschrieben. Der Holotyp ist verschollen. In die Gattung Cryptoblepharus wurde die Art 1974 von Allen E. Greer transferiert.
In der Literatur verwendete Synonyme sind zeitlich sortiert:
- Ablepharus nigropunctatus Hallowell, 1861
- Ablepharus boutonii nigropunctatus Mertens, 1931
- Cryptoblepharus nigropunctatus Greer, 1974